# 怛罗斯战役
怛罗斯之战（阿拉伯语：معركة نهر طلاس），又稱怛逻斯之役或但逻斯之役，是中国唐朝安西都护府的军队与來自现在阿拉伯地区的阿拉伯帝國阿拔斯王朝（即黑衣大食）、包含昭武九姓国在内的中亚諸国的一场冲突，也是中國跟阿拉伯的第三次直接衝突。怛罗斯的所在地还未完全确定，但大致在葱岭（今帕米尔高原）以西、吉尔吉斯斯坦与哈萨克斯坦的相邻边境——塔拉兹地区。怛罗斯之战发生在中国唐玄宗天宝十年（公元751年），因大唐联军的葛逻禄部叛唐，最终导致唐军失利。有学者认为怛罗斯之战是当时历史上最强大的东西方帝国间的直接碰撞，也有学者认为这场战争仅是两个帝国边疆上的抵触和小冲突。

## 背景

### 唐朝方面
怛罗斯战役的起因，据中国史书记载，是西域藩国石国“无番臣礼”。大唐安西节度使高仙芝领兵征讨，石国请求投降，高仙芝允诺和好；但是不久高仙芝即违背承诺，攻占并血洗殺燒擄掠石国城池，掠走男丁和妇女，屠杀老人和儿童，抢夺财物，并俘虏石国国王并献于阙下斩首。侥幸逃脱的石国王子向阿拔斯王朝求救。高仙芝得到消息後，决定采取先发制人之策，主动进攻大食。鉴于当时唐帝国在西域的影响，有许多葛逻禄及拔汗那国的军卒参加大唐的军队，组成的大唐联军有三万多人（另有说法为七万多人），其中唐兵占三分之二。高仙芝率领大唐联军长途奔袭，深入七百余里，最后在怛罗斯与大食军队遭遇。怛罗斯的所在地还未完全确定，但应在今日吉尔吉斯斯坦与哈萨克斯坦之間的唐朝边境，接近哈萨克斯坦的塔拉兹（曾称江布尔）的地区。
在唐玄宗开元三年（715年）和开元五年（717年），阿拉伯帝国倭马亚王朝和唐朝间接性战争均遭到失败之后，阿拉伯帝国仍旧执着地向中亚进行扩张。750年，阿拉伯帝国发生革命，阿拔斯王朝建立，继续执行东扩的计划。在此情况下，唐朝经营西域的四镇都知兵马使高仙芝以石国（昭武九姓之一，阿拉伯帝国的附属国）无蕃臣礼节为由，发动了对石国的战争，借机打击阿拔斯王朝在中亚的势力，战争由此爆发。

### 阿拉伯方面

#### 伍麥葉王朝（倭马亚王朝）
根据现在历史研究，怛罗斯战役是东西方两大帝国势力扩张的必然后果。早在7世纪后半叶，被阿拉伯人称为“列王之父”的哈里发阿布杜勒·馬利克（685-705年在位）的任命之下，哈查只·伊本·优素福被任命为掌管伊拉克总督，在他的领导下，阿拉伯帝国的疆域向东方获得了极大的扩张，由于垂涎中国的富庶，他应许他的两个大将：穆罕默德·伊本·卡西木和屈底波·伊本·穆斯林，谁最先踏上中国的领土，就任命谁做中国的长官。于是屈底波征服了阿姆河流域的布哈拉、撒馬爾罕等中亚地区，而穆罕默德征服了印度的北部地区，当阿拉伯帝国的势力在和唐朝经营的安西四镇接壤後，战争无法避免。

#### 750年的舒莱克叛乱（阿拔斯王朝）
在怛罗斯之战爆发的前一年，也就是750年，河中地区布哈拉（安国）发生一次当地阿拉伯人的什叶派起义，什叶派人数为30,000人，首领阿拉伯人舒莱克（Sharikh ibn Shaikh），这次起义是阿拔斯王朝建立后，在中亚地区的第一次起义。据纳尔沙希（卒于959年）所撰《布哈拉史》记载，当时阿布·穆斯林派齐亚德·伊本·萨里率10,000队伍前去镇压，而阿布·穆斯林本人驻扎在呼罗珊首都梅尔夫（木鹿）附近。齐亚德·伊本·萨里渡过阿姆河来到布哈拉城下与起义军激战了37天，在同起义军的战斗中，多次被打败。后来粟特布哈拉王库泰巴（Qutaiba）率10,000队伍协助镇压阿拉伯什叶派教徒。布哈拉城外的城堡非阿拉伯人居民比城内多，阿拉伯人都居住于布哈拉城内，粟特布哈拉王库泰巴下命令關閉布哈拉城外的700所城堡城门，防止任何起义军队进入城堡，又使起义者得不到所需粮食和饲料。不久起义者只好放弃据点，转移到努肯德村（Nukende），其后舒莱克亦战死，起义队伍遂瓦解。齐亚德·伊本·萨里攻入阿拉伯人主要居住地点布哈拉内城，下令放火烧城，烟火连天，三日不息。舒莱克的一个儿子和副首领出降，他们被俘虏后被齐亚德·伊本·萨里下令吊死。于是内城的阿拉伯人坚守城池不投降，3日后，齐亚德·伊本·萨里下令攻入内城，阿拉伯居民大部分丧命，被俘虏的人都被吊在城门之上，最终内城被攻破。齐亚德·伊本·萨里又转战撒马尔罕（康国），打击当地残余什叶派教徒势力。尽管布哈拉王库泰巴对阿布·穆斯林效力，参加镇压起义人民，但阿布·穆斯林仍不信任他，于同年将他处死，库泰巴的两位兄弟Sakan（750-757年在位）和Bunyat（757-782年在位）即位为布哈拉王。

## 起因

### 石国之战爆发的起因
高仙芝为何要讨伐石国，学界理解不一，大多数中国学者只是按照汉文史料中的记载，认为因石国王于藩臣之礼有亏，故而高仙芝奏请讨之。不过，据阿拉伯史料记载，高仙芝是在750年破竭师国回途中，应拔汗那王之请而攻击石国的。石国王被高仙芝擒至长安后，斩首阙下。紧接其后自二月开始，拔汗那就频频派遣使团远赴长安。从阿拉伯史料的记载来看，拔汗那遣使应该是有酬谢唐廷为己出兵平怨之意。据汉文文献记载，怛罗斯之战所发蕃兵中，除葛逻禄部众外，西域诸胡中仅见拔汗那兵，别无他国助唐抗击阿拔斯王朝，这不仅表明高仙芝伐石国的暴虐所招致的中亚诸国的不满，同时也和阿拉伯文献中所记的拔汗那、石国结怨，而高仙芝替拔汗那讨伐石国吻合。拔汗那理所当然要站在唐廷一边，因为怛逻斯之战的引发，说到底是同拔汗那与石国不和有关。高仙芝之所以讨伐石国，一方面在于石国、拔汗那不和而为拔汗那讨之；另一方面，据日本学者前峙信次研究，石国之战爆发之原因是因为石国与黄姓突骑施相互勾结，触动了唐朝在碎叶川一带的利益，因而引起唐朝对石国的不满。以下为石国之战后，中国史书记载的高仙芝入朝献俘之事：
安西四镇节度使高仙芝执突骑施可汗及石国王。——欧阳修等，《新唐书·卷五·玄宗本纪》
安西节度使高仙芝入朝，献所擒突骑施可汗、吐蕃酋长、石国王、朅师王。——司马光，《资治通鉴·卷二百十六》
安西四镇节度、特进兼鸿胪卿员外置同正员、摄御史中丞高仙芝，生擒突骑施可汗、吐蕃大首领及石国王并可敦及杰帅来献。——王钦若等，《册府元龟·卷一百三十一》
这些异邦酋首并不是同时被擒获，但高仙芝是将他们一并来献的。在列举这些酋首时，皆是将突骑施可汗放在最先，其次是吐蕃大首领，然后是石国国王及可敦，最后是羯师。中国学者毕波认为这种排序方式应该不是随意为之，而是按其在唐人眼里的重要程度而定的。突骑施可汗被置于最先，无疑表明突骑施在当时唐人眼里的重要性，但史籍对于此可汗之所属，以及高仙芝为何擒之却未着一字。日本学者前峙信次认为，高仙芝擒获的是与唐朝对立的黄姓突骑施所立的可汗；因为从740年石国副王莫贺咄吐屯与唐朝共击吐火仙可汗等黑姓突骑施来看，石国和黄姓突骑施的关系是密切的。分析石国和唐朝之间的关系，不能脱离开与突骑施的关系，这从以下材料也可得到证实：
从平石国，及破九国胡并背叛突骑施。——刘昫等，《旧唐书·卷一百九·李嗣业传》
四镇平石国，及破九国胡并背叛突骑施等贼——《唐天宝十载二月十二日制授张无价将军官告》
这里说明高仙芝出兵讨伐平石国、破九国胡并背叛突骑施三件事，应该是一系列相互关联的举动，可以看作是750年高仙芝所采取的一次大的军事行动的几个部分。史料在提到突骑施时前面皆冠以“背叛”一词，这关键的两个字已揭示出高仙芝出兵突骑施的原因。除石国、突骑施，史料都提到了九国胡，此处的九国胡就是九姓胡，即粟特人；据记载，碎叶川有流寓于该地的昭武九姓胡众。石国不仅与反唐的黄姓突骑施纠结在一起，而且还得到一些流散的粟特胡众支持，削弱了唐朝对西域的控制。因此，高仙芝借讨伐石国之机，对其一并打击。不过由于高仙芝在讨伐过程中的一些过激行为，最终引发次年的怛逻斯之战。

### 怛罗斯之战爆发的起因
怛罗斯之战的起因众说纷纭，有关此战引发的原因皆见于中、阿文献记载：
将兵讨石国，平之，获其国王以归。仙芝性贪，获石国大塊瑟瑟十馀石、真金五六馲驼、名马宝玉称是。——刘昫等，《旧唐书·卷一百四·高仙芝传》
从平石国，及破九国胡并背叛突骑施，以跳荡加特进，兼本官。初，仙芝绐石国王约为和好，乃将兵袭破之，杀其老弱，虏其丁壮，取金宝瑟瑟驼马等，国人号哭，因掠石国王东，献之于阙下。其子逃难奔走，告于诸胡国。群胡忿之，与大食连谋，将欲攻四镇。——刘昫等，《旧唐书·卷一百九·李嗣业传》
讨石国，其王车鼻施约降，仙芝为俘献阙下，斩之，由是西域不服。其王子走大食，乞兵攻仙芝于怛逻斯城，以直其冤。仙芝为人贪，破石，获瑟瑟十馀斛、黄金五六橐驼、良马宝玉甚众，家赀累钜万。——欧阳修等，《新唐书·卷一百三十五·高仙芝传》
仙芝特以计袭取石，其子出奔，因构诸胡共怨之，以告大食，连兵攻四镇。——欧阳修等，《新唐书·卷一百五十一·李嗣业传》
安西节度使高仙芝劾其无蕃臣礼，请讨之。王约降，仙芝遣使者护送至开远门，俘以献，斩阙下，于是西域皆怨。王子走大食乞兵，攻怛逻斯城，败仙芝军，自是臣大食。——欧阳修等，《新唐书·卷二百三十八·西域传·石国》
高仙芝之虏石国王也，石国王子逃诣诸胡，具告仙芝欺诱贪暴之状。诸胡皆怒，潜引大食欲共攻四镇。——司马光，《资治通鉴·卷二百十六》
中国史书记载高仙芝在攻打石国的过程中进行烧杀掳虏，大肆掠夺财物，在俘虏了石国王后其国王子逃难，并奔走告於诸胡国，中亚诸国皆怨，乃与阿拉伯连谋欲攻安西四镇。值得一提的是，715年张孝嵩出兵龟兹镇，率部在中亚的连城进攻吐蕃与倭马亚共立的拔汗那王阿了达，连屠粟特三座城，后中亚八国全都派遣使者朝贡，此战以屠城手段震慑了西域诸国，从而出现万国来朝的场景。至于这次高仙芝屠城为何就引起中亚诸国的不满，由于史料的欠缺其原因仍有待考证。据中国史书记载，石国王被高仙芝擒至长安后，斩首阙下。其后，拔汗那就频频派遣使团远赴长安。
这一年，拔汗那（费尔干纳）的伊赫希德（Shishpir）与石国王反目为仇。伊赫希德向中国国王求救。中国国王派出10万大军驰援，将石国王包围。石国王归顺中国国王，他和手下没有受到他（中国国王）的迫害。——伊本·艾西尔 （1160-1233年），《历史大全》
阿拉伯史书记载，拔汗那与石国结怨，高仙芝替拔汗那讨伐石国，而高仙芝也没有对石国进行迫害，石国王也愿意归顺唐朝，后段和中国史书记载恰好相反。拔汗那王与石国王之间出现矛盾，互生怨恨，但结怨起因何在、怨有多深，难以考证。美国藏学家白桂思推测，在怛罗斯之战前夕，拔汗那和石国开始彼此怀有敌意，此后不久，突骑施背叛唐朝，与石国王伊捺吐屯屈勒之子车鼻施站在一边，反对拔汗那王阿悉烂达干，而骨咄国王（今塔吉克斯坦杜尚别）很可能支持拔汗那王。台湾学者张日铭推测，两国的不和或是由于存在领土纠纷，或是因为石国反对拔汗那王阿悉烂达干的亲唐政策，而这种政策在突骑施旧领地内损害了石国利益。

### 石国的双王制度
石国一直由突厥人所控制，8世纪开始实行二头政治，正、副王均由突厥人担当。石国与唐朝关系密切，朝贡不绝，接受唐朝的册封和节制，接受唐朝统治。正王号称特勤（即突厥官号），副王为吐屯（也是突厥官号），伊捺吐屯屈勒即属该系，伊捺吐屯屈勒是莫贺咄吐屯之子，伊捺吐屯意为“小吐屯”；据《册府元龟》记述，740年三月，因为助唐朝平息突骑施吐火仙可汗之乱 ，莫贺咄吐屯被唐朝册封为石国王。741年副王伊捺吐屯屈勒遣使上《请讨大食表》，请击倭马亚；746年三月，石国副王伊捺吐屯屈勒与特勒正王分别遣使朝献。对于石国的这种双王制，唐朝很可能有所了解，所以把伊捺吐屯屈勒记作“石国副王”以示区别。值得一提的是，特勤石国正王仅出现在《册府元龟》里，而《新唐书》、《唐会要》等史籍关于石国的记载则无一例外都是副王。这似乎暗示，在750年高仙芝伐石国之前，副王是由唐朝册封的，所以得到唐朝的支持与认可。
关于高仙芝在石国之役所擒的到底是石国正王还是副王众说纷纭。中国学者毕波认为，高仙芝于750年俘获的石国王，不是当时的副王伊捺吐屯屈勒，而应当是属于石国正王特勤。如果《新唐书·高仙芝传》所记为车鼻施的话，那应当属于曾经入贡唐朝的石国王特勤的继承者；而美国藏学家白桂思则认为高仙芝俘获的石国王为副王伊捺吐屯屈勒之子车鼻施，不过此车鼻施指的是那俱车鼻施，而车鼻施是石国特勤王的继承者。特勤、吐屯的石国王都向唐朝朝贡，但是，随着石国与拔汗那的反目及其他原因，特勤石国王对唐朝不再守蕃臣之礼，因而促使唐将高仙芝兴师讨伐。

## 战役

### 怛罗斯之战
关于高仙芝大军集结前往怛罗斯的时间、地点等细节问题，正史并无太多记载，不过，高仙芝僚属的岑参的几首诗作中留下了一些资料。高仙芝可能是在献俘后的751年四月辞长安，五月整师西征，直到五月时唐朝大军还在集结当中，尚未开赴战场。大军至少计划六月过西州所属之赤亭镇。
史载怛罗斯战斗持续了五日。初期战斗唐王朝的精锐步兵占上风，但是大唐联军的葛逻禄部倒向大食，葛逻禄部与大食军夹击唐军，唐军步兵因此与唐军主力失去联络，阿拔斯王朝联军乘唐军士兵发生暂时混乱的机会，出动重骑兵主力对唐朝步兵猛攻，高仙芝受到大食与葛逻禄部两面夹击，无力支撑而溃不成军。势危之时，副将李嗣业劝高仙芝弃军逃跑，于是高仙芝、副将李嗣业和别将段秀实收拢残部向安西逃遁，途中恰逢大唐联军的拔汗那兵也溃逃至此，兵马车辆拥挤堵塞道路。李嗣业惟恐大食追兵将及，杀死百余名拔汗那军士才得以率先通过。别将段秀实责备李嗣业说：「惮敌而奔，非勇也；免己陷众，非仁也。」李嗣业甚感惭愧。最后高仙芝等和数千名唐兵逃至安西。此役以大食军完胜奔袭问罪的大唐联军为结局，唐三万余士卒近乎全没，只有少数逃脱。

### 碎叶之战
虽然史籍中很少提及748年以后碎叶和突骑施情况，1973年出土的吐鲁番文书却提供了非常宝贵的补充材料。其中就中提到天威军征碎叶之事，不过对于天威军征碎叶的人数则没有提及。749年六月陇右节度使哥舒翰率63,000兵夺回青海石堡城，置神武军，后更名天威军。
天威军征碎叶的时间是在751年七月之前，在751年一月高仙芝入朝献俘突骑施可汗、石国王之后，碎叶地区局势并未因此稳定下来，反而可能因为高仙芝此举变得更加动荡不安。因而高仙芝在得知阿拔斯王朝欲攻四镇时，欲却敌于外，又恐碎叶地区的反唐黄姓突骑施势力于后掩袭，于是派天威军赴碎叶以减轻自身压力。高仙芝在发兵前往但逻斯阻击阿拔斯王朝及诸胡时，不能不顾及碎叶川一带残余的反唐黄姓突骑施势力。前往怛逻斯既然是悬师远征，自然在军事补给、接受救援等方面有诸多不便。天威军赴碎叶的军事行动是配合前往怛逻斯阻敌的高仙芝大军进行的，其目的是为了避免碎叶一带的突骑施配合援助石国的阿拔斯王朝军队行动，从背后攻击唐军。因此高仙芝在发汉兵及葛逻禄、拔汗那的蕃兵前往怛逻斯的同时，也部署天威军专赴碎叶去对付反唐的黄姓突骑施势力，以防遭到两面夹击。天威军赴碎叶是在七月之前，最迟到八月中已经完成其使命，从碎叶战场返回。

## 兵力

### 中国史籍
中国史籍关于怛罗斯之战的唐朝动员兵力的人数说法不一，以下所引史料大致时间顺序为序。
我国家开元、天宝之际，西陲青海之戍，东北天门之师，碛西怛逻之战，云南渡泸之役，没于异域数十万人。天宝中哥舒翰克吐蕃青海，青海中有岛，置二万人戍之。旋为吐蕃所攻，翰不能救而全没。安禄山讨奚，契丹于天门岭，十万众尽没。高仙芝伐石国，于怛逻斯川七万众尽没。杨国忠讨蛮阁罗凤，十余万众全没。向无幽寇内侮，天下四征未息，离溃之势岂可量耶？——杜佑，《通典·卷一百八十五·边防序》
仙芝闻之，将蕃、汉三万众击大食，深入七百馀里，至怛罗斯城，与大食遇。相持五日，葛罗禄部众叛，与大食夹攻唐军，仙芝大败，士卒死亡略尽，所馀才数千人。——司马光，《资治通鉴·卷二百十六》引唐·《唐历》
马宇《段秀实别传》云：蕃、汉六万众。——司马光，《资治通鉴考异》引唐·《段秀实别传》
仙芝惧，领兵二万深入胡地，与大食战，仙芝大败。会夜，两军解，仙芝众为大食所杀，存者不过数千。——刘昫等，《旧唐书·卷一百九·李嗣业传》
仙芝率兵二万深入，为大食所败，残卒数千。——欧阳修等，《新唐书·卷一百五十一·李嗣业传》
七载，高仙芝代灵察，举兵围怛逻斯，黑衣救至，仙芝大衄，军士相失。——刘昫等，《旧唐书·卷一百二十八·段秀实传》
灵詧罢，又事高仙芝。仙芝讨大食，围怛逻斯城。会虏救至，仙芝兵却，士相失。——欧阳修等，《新唐书·卷一百六十六·段秀实传》

#### 《边防序》所载人数
《边防序》这段文字中的部分说了四个人打的四次败仗，即哥舒翰（749年）、安禄山（751年）、高仙芝（751年）、杨国忠（751年），这四次败仗的人数记载全部都与正史不符，相去甚远。《新唐书·哥舒翰传》、《资治通鉴》记载哥舒翰于749年置戍青海龙驹岛的人数为2,000，而非《边防序》的20,000，人数相差90%；《旧唐书·安禄山传》、《资治通鉴》记载安禄山于751年讨奚，契丹的人数为60,000，而非《边防序》的100,000，人数相差40%；《旧唐书·玄宗本纪》、《新唐书·杨国忠传》记载杨国忠于751年讨蛮阁罗凤的人数为60,000，《旧唐书·杨国忠传》、《资治通鉴》则记载80,000，而非《边防序》的100,000余，人数相差20-40%。
至于高仙芝的怛罗斯之战，其人数方面在正史则有不同记载。而阿拉伯的记载与杜佑在《边防》序文记载的伤亡人数70,000相吻合，这样的巧合同时出现在古典时代两个远隔的文明的历史记载中，那就不仅是巧合了。不过作为参战人员之一的杜环，并没有透露唐军在这场战役的兵力，其著作《经行记》原本已失传，残文被杜佑收入在《通典》。关于怛罗斯之战，《经行记》的记载很简单：
|                                                            | 其川西头有城，名曰怛逻斯，石国人镇，即天宝十年高仙芝军败之地。 |
| ——杜佑，《通典·卷一百九十三·边防九·石国》引杜环·《经行记》 |                                                                |

可见杜环虽作为参战人员之一，对怛罗斯的围城，唐朝的兵力却只字不提，仅仅以七个字“高仙芝军败之地”一笔带过。至于杜佑在《边防》序文所提到的70,000伤亡人数从何得知则无从考证，不过也不排除杜佑是从口述的情况下得知情报，此序文盖是杜佑对天宝末年边防的评论或感叹。

### 阿拉伯史籍
阿拉伯史籍关于怛罗斯战役的仅有两部，有关阿拉伯动员兵力的人数，中、阿典籍中并无记载，有关唐朝兵力在阿拉伯方面的史料方面如下。
阿布·阿拔斯掌权3年后（751年），布哈拉爆发起义，为首的是舒莱克（Sharikh ibn Shaikh）。他率3万名阿拉伯人和其他人对阿布·穆斯林展开报复行动，反抗他的血腥手段和滥杀无辜的行为。阿布·穆斯林前去镇压，派齐亚德·伊本·萨里和阿布·达乌德·哈立德·本·伊卜拉欣·祖赫利为先锋。双方交锋，舒莱克被杀。他再次征服布哈拉（安国）和粟特，并下令构筑撒马尔罕（康国）墙，以期在敌人进攻时成为一道防御。他派遣齐亚德·伊本·萨里继续挺进，后者征服了河外地区的城镇乡村，一直抵达怛逻斯和伊特莱赫。于是中国人出动了，发兵10万余人。塞义德·本·侯梅德在怛逻斯城加强城防，阿布·穆斯林则在撒马尔罕的军营中镇守，大批将领和招募来的兵士聚集在塞义德那里（怛罗斯城）。他们分几次将他们（中国人）各个击败，共杀死4万5千人，俘获2万5千人，其余纷纷败逃。穆斯林们占领了他们的军事要地，进军布哈拉，降服河外地区的国王和首领们，将他们斩首，并虏走他们的子孙，抢去他们的全部财产。他们不止一次将俘虏（当地土著）5万人5万人地渡过河去。阿布·穆斯林决意进攻中国，并为此做好了准备。但接下来发生的一件事使他改变了这一计划，齐亚德·伊本·萨里向他展示了一封无法证实其真实性的、来自阿布·阿拔斯的信，信上说委任他为呼罗珊的总督，阿布·穆斯林开始施展计谋，最终将齐亚德·伊本·萨里杀死，并派人把他的首级送到阿布·阿拔斯那里。——穆塔海尔·麦格迪西（Al-Mutahhar ibn Tahir al-Maqdisi，卒于966年）或巴勒希（ 850-934年），《肇始与历史》
这一年，拔汗那（费尔干纳）的伊赫希德（Shishpir）与石国（Chach）王反目为仇。伊赫希德向中国国王求救。中国国王派出10万大军驰援，将石国王包围。石国王归顺中国国王，他和手下没有受到他（中国国王）的迫害。消息传到阿布·穆斯林那里，他派齐亚德·伊本·萨里（Ziyad ibn Salih）前去交战。两军大战于但逻斯河。穆斯林们最终战胜了他们，消灭近5万人，俘获约2万人，残部逃回中国。此役发生在133年（751年）12月。——伊本·艾西尔 （1160-1233年），《历史大全》

### 文献作者
| 国                      | 文献                        | 兵力                                 | 伤亡     |
| ----------------------- | --------------------------- | ------------------------------------ | -------- |
| 唐                      | 杜佑·《通典》               | 阙载                                 | 7万伤亡  |
| 唐                      | 刘昫等·《旧唐书》           | 2万                                  | 幸存数千 |
| 唐                      | 欧阳修等·《新唐书》         | 2万                                  | 幸存数千 |
| 唐                      | 司马光引柳芳·《唐历》       | 3万                                  | 幸存数千 |
| 唐                      | 司马光引马宇·《段秀实别传》 | 6万                                  | 阙载     |
| 阿拉伯                  |                             |                                      |          |
| 麦格迪西·《肇始与历史》 | 10万                        | 死4万5千、俘2万5千，幸存3万，7万伤亡 |          |
| 艾西尔·《历史大全》     | 10万                        | 死5万、俘2万，幸存3万，7万伤亡       |          |

唐军兵力来源主要有《通典》、《唐历》、《段秀实别传》、新旧《唐书》、《肇始与历史》和《历史大全》，前三部为唐代时所编纂的典籍，其中《唐历》和《段秀实别传》已失传仅被引用；《唐历》作者为柳芳，756年-759年唐代史官，758年负责国史的编纂，760年因不满于官方史书的内容，开始私下编写《唐历》；《通典》作者为杜佑，803年-812年德、順、憲三朝宰相（撰写时并非宰相），766年开始撰写，801年成书，在35年收集史料和编辑之时前后历任青苗使、水陆转运使、度支郎中兼等，后以户部侍郎管理国家财政收支；《段秀实别传》作者为马宇，事迹不详，此书的主角段秀实则为高仙芝副将，跟随高仙芝围攻怛罗斯城，见证了唐军的挫败；新旧《唐书》为唐代正史的史籍；《肇始与历史》和《历史大全》为阿拉伯典籍，《肇始与历史》作者不能确定，阿拉伯典籍上一般将著作归于巴勒希，直到1901年法国东方学家Cl. Huart编辑整理的时候才将其考证为麦格迪西；《历史大全》作者为伊本·艾西尔，曾于1186年随萨拉丁征战叙利亚，见证了阿拉伯军队对克拉克骑士城堡的围攻，《历史大全》成书于1231年，记述了上古至艾西尔时代的伊斯兰世界历史概况，为十字军历史提供重要史料；《册府元龟》对怛罗斯战役也有描述，但未给出人数。

### 驻军部署
关于唐朝在新疆的驻军数量，据《资治通鉴》引柳芳的《唐历》记载，唐朝在742年分布于10个节度使军镇的兵力是486,900人，加上福州、莱州和登州三个州的驻军数量是492,400人，《资治通鉴音注》引《旧纪》则记载总兵力是574,733人，与《唐历》所记载的10个节度使总兵力相差87,833人，但皆为京畿道的诸州驻军数量；其中据《唐历》记载，安西节度使镇兵24,000人，在10个节度使中的镇兵数量排名第8位；北庭节度使镇兵20,000人，在10个节度使中的镇兵数量排名第9位，二个节度使镇兵数量为44,000人。
关于阿拉伯驻兵人数，由于史料的欠缺，史学家只能从阿拉伯典籍的零散史料中估算。至700年前后，倭马亚王朝时期的总兵力据估计是250,000至300,000人，汉文史籍记载的倭马亚王朝兵力为400,000人。当时阿拉伯人口在呼罗珊地区的人数在115,000至200,000人之间。据记载在715年呼罗珊地区的兵力是47,000人；史学家一般相信直到倭马亚王朝末年在呼罗珊地区的驻军数量一直在40,000至50,000人之间。阿拔斯王朝在怛罗斯战役前的兵力无从考证，不过史学家根据在762年哈里发曼苏尔（754-775年在位）面对什叶派穆罕默德‧本‧阿布杜拉（Muhammad b. Abdallah, al-Nafs al-Zakiyya）和其兄弟伊卜拉辛（Ibrahim）发动的起义时透露的数据分析：
|  | 在库费哈里发仅有1,000兵卒在身边，其余的阿拔斯王朝军队分散；其中30,000人驻守莱伊（今伊朗德黑兰省），由他的儿子马赫迪（后来的哈里发）统领；40,000人驻守伊弗里基（今北非西部），由al-Ashath al-Khuzai统领；4,000人由Isa ibn Musa指挥在麦地那与起义军首领穆罕默德‧本‧阿布杜拉作战。 |

据这段记载哈里发一共提及了75,000驻军人数情况，英国伊斯兰学者休·肯尼迪指出阿拔斯王朝绝不止这些兵力，其余没被透露的包括驻守在摩苏尔的2,000人防守哈瓦利吉派的军队，另外可能大约有25,000驻守在东罗马帝国边境；据此休·肯尼迪推测，阿拔斯王朝的军队在曼苏尔时期为100,000人。但休·肯尼迪指出这100,000人都是全职职业军人，与之前的倭马亚王朝军队中的民兵不同。值得一提的是，这里说的100,000人仅仅是驻军，不包括战时临时征行的muttawi'ah（志愿者），因此以东罗马边境为例，25,000驻守在东罗马帝国边境的仅仅是正规军，并非阿拔斯王朝可动员的兵力及藩国参加后的数目：例如，718年倭马亚王朝与东罗马帝国作战时的200,000人、12,000工匠、骆骡各6,000；781年阿拔斯王朝与东罗马帝国作战时的95,793人；806年阿拔斯王朝与东罗马帝国作战时的135,000人（参考阿拉伯－拜占庭戰爭）。

### 外国学者对古书上人数的认可
中国方面对此战唐军动员的人数，大致有两个不同的记载；一为60,000至70,000人，一为20,000至30,000人。阿拉伯方面的两种记载，对唐军动员的人数为100,000人，对唐军及其附庸军的损失（杀伤和俘虏）记载稍有不同，但总数都为70,000人与《通典》记载一致；100,000人除去记载的被杀和被俘虏的人数，还有30,000幸存者，这个数字与两《唐书》和《资治通鉴》不符，中国方面记载唐军仅有“数千”幸存者。此外，据《资治通鉴》745年条记载，天宝年间唐方将领往往虚报伤亡人数，士兵已经阵亡了，姓名却还在军籍上挂着；不过对于将领是否会虚报一场战争投入的兵力却没有具体说明。
目前，外国史学界学者方面多支持唐朝20,000至30,000人的说法，对唐军100,000人数并没有达成共识，支持此说法的包括著名英国东方学家亞瑟·偉利、汉学家大卫·A·格拉夫、約翰·包威爾及联合国教育、科学及文化组织出版的《中亚文明史》（这部巨作由多位著名中亚研究学者编辑而成，包括著名的路易·巴赞、M·S·阿西莫夫和伊斯兰学者克里夫·E·博斯沃司），其中美国藏学家白桂思、俄国伊斯兰学家巴托尔德和穆罕默德·阿萨德（Muhammad Asad）也指出阿拉伯史籍的言词和唐军人数方面都过于夸大，认为此战唐军的兵力为20,000至30,000人。

### 阿拉伯人数的估计

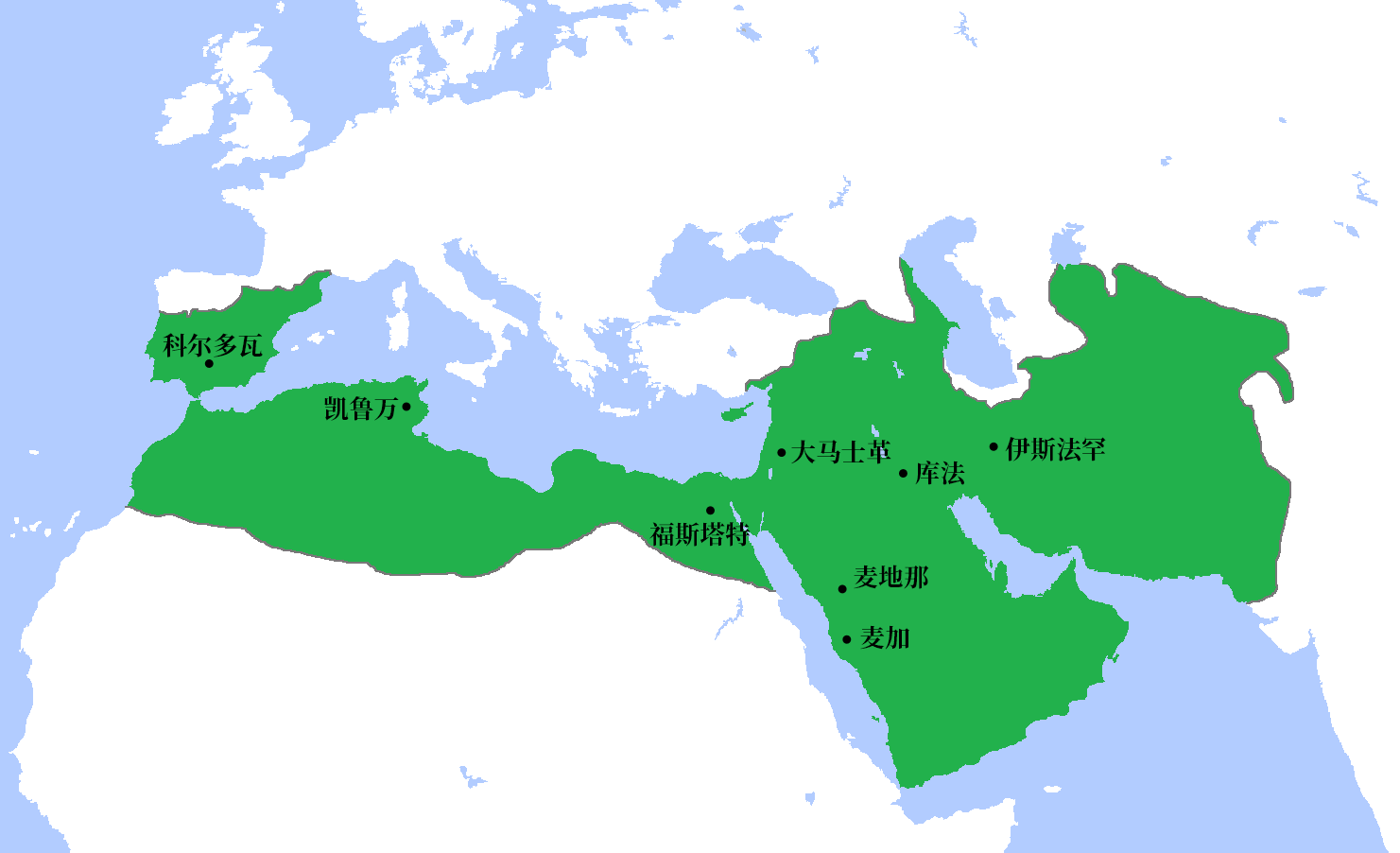
倭马亚王朝版图，南部的吐火罗（阿富汗）和北部河中（中亚）已被阿拉伯占为己有。

关于怛罗斯战役中双方到底谁占有绝对人数（正兵和附庸）优势，由于阿拔斯王朝方面的军动员的人数在中、阿双方典籍上没有任何记载，尚没有一位中外学者涉及到此问题。但据拉爾夫·M·貝克指出，一些外国学者把此战阿拔斯王朝动员的人数估算到200,000人以上（正兵和附庸），高于所有文献上记载的唐军动员的人数最高值100,000人。
关于阿拉伯人在呼罗珊地区以东附属国地区到底可以调动多少附庸军人及当地藩国可参战的兵力，我们在《册府元龟》一份718年吐火罗阿史那特勒仆罗的上書可以看见，以吐火罗为首的12个诸国可动员兵力不下900,000人，可见当时阿拉伯藩国兵卒多之一斑：
|                                                   | 六年十一月丁未阿史特勒仆罗上书诉曰：仆罗兄吐火罗叶护部下，管诸国王、都督、刺史，总二百一十二人，谢䫻国王（今阿富汗中部）统领兵马二十万众，罽宾国王（今阿富汗潘杰希尔省）统领兵马二十万众，骨吐国王、石汗那国王（今阿富汗西北部）、解苏国王、石匿国王、悒达国王、护密国王（今阿富汗瓦罕）、护时健国王（今阿富汗喀布尔）、范延国王、久越德建国王、勃特山王各领五万众。仆罗祖父已来，并是上件诸国之王，蕃望尊重。 |
| ——王钦若等，《册府元龟·卷九百九十九·外臣部·请求》 | |

阿拉伯人于642年占据赫拉特， 至667年渡过阿姆河到达锡尔河和阿姆河之间的索格底那亚地区。吐火罗及其旁的12个诸国（今阿富汗北部，索格底那亚以南，不包括昭武九姓地区，一般称为吐火罗斯坦）大致在718年成为阿拉伯人的实际管辖地；为中国史籍《册府元龟》和《全唐文》中安、康、俱密（皆于719年）、吐火罗（727年）和石（741年）王所撰的《请讨大食表》描述倭马亚王朝对该地实行的重税提供了旁证。到了8世纪唐朝对该地区（石国、怛罗斯以西地区）进行的仅仅只是虚无的册封。
对这样兵多将广的藩国，阿布·穆斯林（驻于撒马尔罕或康国，河中昭武九姓的宗主国）在怛罗斯战役中，征几万兵应该不是一件稀奇的事。就在此战前夕的750年，河中还爆发了以阿拉伯人为主的什叶派起义，河中的布哈拉王（安国）库泰巴还主动向阿拔斯王朝伸出援手协助平定阿拉伯人舒莱克的起义，没有当地粟特人的协助，齐亚德·伊本·萨里根本不可能转败为胜，所以阿拔斯王朝在此战对这些藩国的征调并非难事，藩国也可以多多地参加。

## 影响
怛罗斯战役对后世的影响并不太大，一些外国学者仅称这场战争为小冲突（skirmish）。中國的阿拉伯語學者葛铁鹰认为，虽然阿拉伯典籍上唐军的数字比较“虚”，可能有相当程度的夸大。但这倒不仅是因为这是数字的不同；而是因为阿布·穆斯林作为阿拉伯历史上非常著名和重要的人物，他与中国人打了如此规模的大仗、胜仗，那么比《肇始与历史》作者还著名甚倍的泰伯里（838-923年）和雅谷特·阿尔·哈马维（1179-1229年）等历史学家和地理学家对这场战竟一无所知、闻所未闻，就实在让人匪夷所思。对于这问题上巴托尔德也与葛铁鹰有共同的观点。

### 对纸张的传播
中國造紙術傳播的一个说法是中國的造紙術一直被认为是因怛罗斯战役傳到中亞，後來更傳到歐洲。匈牙利学者亚诺什·哈尔马塔推断，在前1世纪造纸术发明，在105年蔡伦改进造纸术后的一个世纪，锡尔河和阿姆河之间的索格狄亚那就已经用纸通信了；到了3世纪，纸张已传入美索不达米亚地区。李约瑟指出早在650年纸张就已经传入中亚的撒马尔罕。美国纸史专家达得·亨特指出到了707年纸张已在阿拉伯半岛麥加被阿拉伯人使用。

### 对中亚的影响

#### 战后唐朝在中亚的扩张
唐朝在葱岭以西的势力有两次高峰期；第一次在唐滅东、西突厥之戰之后的唐高宗时期，唐朝分别派遣董寄生、王名远出使以康国唯首的昭武九姓以及吐火罗国地区，巡视葱岭以西，在于阗以西、波斯以东16国，设置都督府、州、县、军府，并在吐火罗斯坦（今阿富汗北部）立石碑记述此事；第二次在唐玄宗时期，唐朝对吐蕃的战争取得了全面胜利，在西域的势力也达到了极盛。
天宝末年，唐王朝仍在中亚继续扩张；753年，封常清破大勃律至菩萨劳城，据岑参的《献封大夫破播仙凯歌六首》，754年又率军破播仙：
十二载，封常清代仙芝，讨大勃律，师次贺萨劳城，战而胜。常清逐之，秀实进曰：「贼兵羸，饵我也，请备左右，搜其山林。」遂歼其伏。——刘昫等，《旧唐书·卷一百二十八·段秀实传》
封常清讨大勃律，次贺萨劳城，与虏战，胜之。常清逐北，秀实曰：「贼出羸师，饵我也，请大索。」悉得其廋伏，虏师唧。——欧阳修等，《新唐书·卷一百六十六·段秀实传》
是岁，安西节度使封常清击大勃律，至菩萨劳城，前锋屡捷，常清乘胜逐之。斥候府果毅段秀实谏曰：「虏兵羸而屡北，诱我也；请搜左右山林。」常清从之，果获伏兵，遂大破之，受降而还。——司马光，《资治通鉴·二百十六》

#### 战后唐朝对中亚的影响力
儘管怛罗斯战役戰敗，唐朝在西域仍旧保持相当的势力，以及在西域的影響力并未受到動搖；在怛罗斯战役战后的752年，东曹国王设阿忽、安国副王野解和粟特昭武九姓诸王遣使上表请同心击阿拔斯王朝：
十一载。其王设阿忽与国副王野解及九国王并上表。请同心击黑衣大食。——王溥，《唐会要·卷九十八·曹国》
十一载，东曹王设阿忽与安王请击黑衣大食。——欧阳修等，《新唐书·卷二百三十八·西域传》
此外，战后的753年，北庭节度使程千里追击叛逃后又攻击唐朝的同罗酋帅阿布思（李献忠）一直到碛西，“书喻葛禄，令其相应”让在怛逻斯战役中对唐朝军队反戈一击的葛罗禄予以配合，葛罗禄部落逮捕了前来投奔避难的阿布思，连同他的妻子和数千名部下一起交送程千里：
洎天宝初，其酋帅阿布思以万馀帐来降，处之朔方河南之地，给其廪食，每岁仍费缯絮数十万段，其河曲郡县仓廪为之空虚。至十年背叛，劫掠诸姓部落，遂还漠北。寻为回纥所破，党众离散。阿布思后奔葛逻禄，北庭节度程千里购之以献，戮於京师。——杜佑，《通典·卷一百九十九·边防十五·同罗》
突厥首领阿布思先率众内附，隶朔方军，玄宗赐姓名曰李献忠。李林甫遥领朔方节度，用献忠为副将。后有诏移献忠部落隶幽州，献忠素与禄山有隙，惧不奉诏，乃叛归碛北，数为边患。玄宗愤之，命千里将兵讨之。十二载十一月，千里兵至碛西，以书喻葛禄，令其相应。献忠势穷，归葛禄部。葛禄缚献忠并其妻子及帐下数千人，送之千里，飞表献捷，天子壮之。十三载三月，千里献俘于勤政楼，斩之于朱雀街。——刘昫等，《旧唐书·卷一百九十四·程千里传》
突厥首领阿布思内附，本隶朔方，赐氏李，名献忠，度属幽州，素与安禄山有怨，内惧，故叛还碛外，数盗边。玄宗患之，诏千里将兵讨捕。千里谕葛逻禄，阴令掎角。献忠果以穷归葛逻禄，缚之，并妻子帐下数千人送千里所，乃献俘勤政楼，诏斩以徇。——欧阳修等，《新唐书·卷二百十六·程千里传》
据《封葛逻禄叶护顿毗伽金山王制》，唐朝还为此加封葛逻禄叶护顿毗伽为金山王（金山即阿尔泰山）。司马光在《资治通鉴》“天宝十二年”条（753年）记载：
是时中国盛强，自安远门西尽唐境凡万二千里，闾阎相望，桑麻翳野，天下称富庶者无如陇右。翰每遣使入奏，常乘白橐驼，日驰五百里。——司马光，《资治通鉴·二百十六》
756至757年间，参与怛罗斯战役又被唐军斩杀的拔汗那盟军、以及参战方阿拔斯王朝与吐火罗等西域九国还应唐肃宗之邀至凉州、鄯州，派兵助唐朝镇压安史之乱。
干元元年七月。与西域九国遣兵助国讨逆。肃宗令赴朔方行营。——王溥，《唐会要·卷九十九·吐火罗国》
至德初遣使朝贡，代宗时为元帅，亦用其国兵以收两都。——王溥，《唐会要·卷一百·大食国》
秋七月辛未朔，吐火罗叶护乌利多并九国首领来朝，助国讨贼，上令赴朔方行营。——刘昫等，《旧唐书·卷十·肃宗本纪》
乾元初，与西域九国发兵为天子讨贼，肃宗诏隶朔方行营。——欧阳修等，《新唐书·卷二百三十八·西域传·吐火罗》
又发拔汗那兵，且使转谕城郭诸国，许以厚赏，使从安西兵入援。——司马光，《资治通鉴·卷二百十八》
上闻安西、北庭及拔汗那、大食诸国兵至凉、鄯。——司马光，《资治通鉴·卷二百十九》
拔汗那位于葱岭以西最靠东边的西域国，是唐朝在中亚“事唐最谨”的藩国。

#### 安史之乱与西域、怛罗斯战役的关系
法国学者雷納·格魯塞指出如果在天宝后期没有发生内乱和革命的话，唐朝在此战所遭受到的灾难是有可能会得到恢复的。然而随后爆发的内战（安史之亂）却使唐朝永远的失去了这个机会。
中国学者王小甫认为唐朝与阿拔斯王朝关系并未受到怛罗斯战役的显著影响；唐代西域政治关系史的真正转折点是在安史之乱爆发的755年。而且，直到怛罗斯战役以前倭马亚王朝都没有越过納倫河进行征服，石国是唐朝藩属，突骑施黄、黑二姓自739年唐平苏禄即均落入唐朝掌握之中，只有羯师是吐蕃盟友。

### 对中亚的伊斯兰化

#### 粟特与拜火教
怛罗斯战役后，中亚大部分地区并没迅速的转化为伊斯兰教区，不过一直到公元10世纪的萨曼王朝时期，伊斯兰教才逐渐成为河中地区主要信奉的宗教。
虽然阿拉伯人在锡尔河与阿姆河之间的中亚河中地区的建制很早，但阿拉伯人对当地人（主要是粟特人）仍非常不信任，主要是他们并非伊斯兰教徒。初期的时候为了增加税收，没有要求人们改信伊斯兰教，到了屈底波（卒于715年）时期，开始以许免税引诱和强迫人们改教。

#### 回鹘与摩尼教、汉传佛教
在安西都护府，即唐安西四镇所在，即使在安史之乱后，唐朝在往后的三十六年中陆续丧失了安西四镇，当地也没有因此转化为伊斯兰区，回鹘及后起的几个突厥政权（样磨、钟云国）一直扮演了汉传佛教的守护者，一度代表了汉传佛教势力抵抗伊斯兰教。回鹘本信奉摩尼教，摩尼教于武周延载元年（694年）传入中土，763年传入蒙古回鹘汗国，迅速发展成为国教，其影响渗透到汗国社会、经济、外交及文化的各个方面。直至840年，回鹘汗国被之前隶属的黠嘎斯反叛而崩溃，王室部众西迁至高昌回鹘，龟兹回鹘，葱岭回鹘、及甘州回鹘一带，由于受到当地盛行的汉传佛教的影响，大批民众多改信佛教。
唐代的安西都护府是汉传佛教的一大中心，已有了近700年的汉传佛教发展历史，僧徒众多、香火旺盛。这些都为后来回鹘佛教的形成与发展奠定了坚实的基础，从今天所能见到的回鹘文佛经、回鹘佛教石窟艺术诸因素来看，汉传佛教对回鹘佛教影响最大。虽然吐蕃曾于赤松德赞时期在塔里木盆地统治一段时间，但藏传佛教在塔里木盆地的影响仍不及汉传佛教。直到大蒙古国（元）时代，由于蒙古人崇敬喇嘛，藏传佛教才在新疆得到发展，但汉文佛典被翻译为回鹘文的数量仍最多，大约81部41种佛经。其次才是从藏文翻译过来的佛经，至少有16部。
兴起于锡尔河三角洲的乌古斯人阿弗剌昔牙卜家族后裔的喀喇汗国统治者萨图克在934年改信伊斯兰教，伊斯兰教才在塔里木盆地西部得到了发展，但是在高昌回鹘與哈密仍信奉佛教；塔里木盆地境内一直到14世纪末才完成全盘伊斯兰化。此时距怛罗斯战役已有700年，而唐朝也于907年灭亡。

### 对唐朝与阿拔斯王朝的关系
在怛罗斯战役后，唐朝与阿拔斯王朝（黑衣大食）之间通常关系，并未见受到此战的显著影响，阿拔斯王朝在对华关系方面上与前朝没有什么改变。以下为怛罗斯之战后中的47年，阿拔斯王朝使臣来华的17次记录，自战后的6年，每年均有阿拔斯王朝使臣来朝，仅753年就来了4次，见于《册府元龟》记载者有：　
| 年           | 献物                                                                                                  |
| ------------ | --- |
| 752年12月7日 | 黑衣大食谢多诃密遣使来朝， 授左金各卫员外大将军，放还番。                                             |
| 753年3月     | 黑衣大食遣使献方物。                                                                                  |
| 753年4月     | 黑衣大食遣使来朝。                                                                                    |
| 753年7月12日 | 黑衣大食遣大酋望25人来朝， 并授中郎将，赐紫袍金带鱼袋。                                               |
| 753年12月    | 黑衣遣使就马30匹。                                                                                    |
| 754年4月     | 黑衣大食遣使来朝。                                                                                    |
| 755年7月     | 黑衣遣使贡献。                                                                                        |
| 756年7月     | 黑衣大食遣大酋望25人来朝。                                                                            |
| 757年        | 大食国遣使朝贡。                                                                                      |
| 758年5月1日  | 回纥使多乙亥阿波80人， 黑衣大食酋长闹文等6人， 并朝见，至阁门争长。 通事舍人乃分左右。 从东西门并入。 |
| 760年12月    | 宴白衣婆节使等18人于延英殿会。                                                                        |
| 762年5月30日 | 黑衣大食遣使朝见。                                                                                    |
| 769年1月     | 黑衣大食遣使朝贡。                                                                                    |
| 772年12月    | 大食遣使朝贡。                                                                                        |
| 774年7月     | 黑衣大食遣使来朝。                                                                                    |
| 791年1月     | 黑衣大食遣使来朝。                                                                                    |
| 798年9月8日  | 以黑衣大食遣含嵯、乌鸡， 莎比并为中郎将，防还番。                                                     |

## 遊戲
在1999年台湾大宇公司发行的《轩辕剑叁：云和山的彼端》中有关于怛罗斯战役的演绎。此段故事描述一位中原高僧“慧彦”在战争中击杀数百黑衣大食（阿拉伯）士兵，令大唐军队得以安全撤离，但慧彦大师却在此战中力竭而亡。

## 外部連結
- 怛罗斯旅游指南（英语）
- 大唐与阿拉伯帝国之战
- 唐帝国怛罗斯战役之败与中国文明的传播